# Jevhen Jevsjejev
Jevhen Vasyl'ovyč Jevsjejev (in ucraino Євген Васильович Євсєєв?; Kiev, 16 aprile 1987 – Kaluš, 19 agosto 2011) è stato un calciatore ucraino, di ruolo difensore.
È deceduto nella notte tra il 18 e il 19 agosto in un incidente nei pressi di Kaluš.